# الموتى السائرون: أولئك الذين عاشوا
الموتى السَّائرُون: أولئك الذين عاشوا (بالإنجليزيَّة: The Walking Dead: The Ones Who Live) هو مسلسل تلفزيوني درامي ورعب أمريكي حول قصة بعد نهاية العالم أُنشئ من قبل سكوت إم غيمبل، وداناي غوريرا، وأندرو لينكولن لـ شبكة إيه إم سي. تم إنشاء المسلسل الفرعي بعد اختتام سلسلة الموتى السَّائرون الأصلية، حيث أعاد لينكولن وغوريرا وبوليانا ماكينتوش أدوارهم. يُعتبر المسلسل الفرعي أولئك الذين عاشوا هو السادس والسابع بشكل عام في سلسلة مسلسلات الموتى السَّائرُون الفرعيَّة.
تم عرض أولئك الذين عاشوا لأول مرة في 25 فبراير 2024 على شبكتي إي إم سي، و إي إم سي +.

## الممثلون والشخصيات

### رئيسي
- أندرو لينكولن بدور ريك غرايمز: نائب عمدة سابق من مقاطعة كينغ، جورجيا، والزعيم السابق للمنطقة الآمنة بالإسكندرية الذي كان من المفترض أنه مات.
- داناي غوريرا بدور ميشون: محاربة ناجية في الطبيعة، وزعيمة سابقة لمنطقة الإسكندريَّة الآمنة وزوجة ريك التي تركت المجموعة للبحث عنه.
- بوليانا ماكنتوش في دور آنا غاديس ستوكس: ضابط صف اختفت مع ريك غرايمز على متن مروحية الجيش الذي أخذ ريك. ظهرت ماكنتوش أيضًا في المسلسل العرضي الموتى السَّائرُون: العالم فيما بعد' ضمن الموسم الثاني وفي دور رئيسي.

### يتكرر
- تيري أوكوين في دور بيل: لواء في جيش الجمهورية المدنية.[2]
- ليزلي آن براندت في دور بيرل ثورن[3]
- ماثيو أوجست جيفرز في دور نات[2]
- كينغ باش في دور بيلي
- بريدا وول بدور ايدن

### ضيف
- كريج تيت في دور دونالد أوكافور: مقدم في جيش الجمهورية المدنية.

## إنتاج

### تطوير
تم الإعلان عن المسلسل في يوليو 2022 بواسطة سكوت إم غيمبل وأندرو لينكولن وداناي جوريرا في مهرجان سان دييغو كوميكون 2022. وقَّع لينكولن وغوريرا على إعادة تمثيل أدوارهما من المسلسل التلفزيوني. تتكون السلسلة من ست حلقات وتهدف إلى أن تكون سلسلة محدودة. كان عنوان المسلسل في البداية الموتى السَّائرُون: ريك وميشون بحلول أبريل 2023، إلا أنه تمت إعادة تسميته إلى الموتى السَّائرُون: أولئك الذين عاشوا في يوليو 2023 

### الكتابة
تم إنشاء المسلسل بواسطة غيمبل وغويريرا، الذين كتبوا أيضًا للمسلسل، مع قيام غيمبل بدور مدير العرض. تم إعداد المسلسل من خلال سلسلة الموتى السَّائرُون: ارقد في سلام، والتي تضمنت عودة ريك وميشون.

### تصوير
بدأ التصوير الرئيسي في 15 فبراير 2023، وانتهى في 29 مايو 2023، تحت عنوان عمل يُدعى "القمة". شوهدت بوليانا ماكنتوش أثناء التصوير في نيوجيرسي في مارس 2023 وسيتم استئناف التصوير الإضافي والدبلجة خلال إضراب الممثلين لعام 2023 بسبب اتفاق بين إي إم سي وساغا إف تي آر إي.

## استقبال
أفاد موقع تجميع المراجعات الشهير روتن توميتوز أن 89% من 24 منتقدًا أعطوا المسلسل الفرعي مراجعة إيجابية. كان إجماع نقاد الموقع هو، "أن المسلسل الفرعي يوازن بين الماضي والحاضر دون التقليل من النطاق الرائج، وأن أولئك الذين عاشوا بمثابة علاج ثابت للمعجبين القدامى للمسلسل." أما موقع ميتاكريتيك، الذي يستخدم المتوسط المرجح، حصل على درجة 59 من أصل 100 بناءً على 10 نقاد، مما يشير إلى "مراجعات مختلطة أو متوسطة".

## روابط خارجية
- الموقع الرسمي
- الموتى السائرون: أولئك الذين عاشوا  في قاعدة بيانات الأفلام على الإنترنت (بالإنجليزية)